# Alexander Madlung
Alexander Madlung (* 11. Juli 1982 in Braunschweig) ist ein ehemaliger deutscher Fußballspieler.

## Vereinskarriere

### Jugend
Madlung begann 1986 bei den Sportfreunden Ölper mit dem Fußballspielen und wurde von seinem Vater als D-Jugendlicher zu Eintracht Braunschweig gebracht. Er wechselte zur B-Jugend des VfL Wolfsburg, blieb dort für eineinhalb Jahre und ging dann zurück zur Eintracht.

### Profi

#### Hertha BSC
Im Juli 1999 wechselte er in die A-Jugend von Hertha BSC. Sein Durchbruch gelang ihm bei der Partie gegen den FC Aberdeen im UEFA-Pokal, in der ihn Huub Stevens nach dem Ausfall mehrerer verletzter Spieler als Amateur erstmals einsetzte. Kurz darauf erhielt er einen Profivertrag. In der Bundesliga debütierte Madlung am neunten Spieltag der Saison 2002/03 gegen den FC Energie Cottbus. Beim 2:0-Auswärtssieg bildete er zusammen mit Eyjölfur Sverrisson das Abwehrzentrum der Berliner.
In der Folgesaison wurde Madlung Stammspieler. Hinter Arne Friedrich und Josip Šimunić bestritt er die meisten Spiele in der Verteidigung der Hertha. Seinen ersten Ligatreffer erzielte er am 8. November 2003 gegen Borussia Mönchengladbach mit einem Kopfballtor in der 86. Minute zum 2:1-Heimsieg. Durch sein Tor am 33. Spieltag in der Saison 2003/04 in der 82. Minute beim TSV 1860 München sicherte sich die Hertha den Klassenerhalt. In den Folgespielzeiten kam er bei den Berlinern zu regelmäßigen Einsätzen.

#### VfL Wolfsburg
In der Sommerpause 2006 wechselte Madlung zum VfL Wolfsburg. Dort gehörte er auf Anhieb zum Stammkader. Nachdem Felix Magath Trainer in Wolfsburg geworden war, hatte es Madlung schwer, sich beständig durchzusetzen. Im Meisterschaftjahr 2008/09 kam er zwar zu 24 Partien, wurde davon aber zwölfmal ein- bzw. ausgewechselt. Daher wurde immer wieder über einen Abschied aus Wolfsburg diskutiert. Dennoch verlängerte Madlung in der Rückrunde der Spielzeit seinen Vertrag beim VfL Wolfsburg bis zum 30. Juni 2013.
In der Saison 2009/10 gehörte er wieder fest zur Innenverteidigung der Mannschaft. Im Jahr darauf befand sich der VfL im Abstiegskampf und nach einem Trainerwechsel suspendierte der Interimstrainer Pierre Littbarski im Februar 2011 Alexander Madlung und den Dänen Thomas Kahlenberg. Als Magath als dritter Trainer der Saison zurückkehrte, kam Madlung in neun der verbleibenden zehn Saisonspielen wieder zum Einsatz und hielt mit der Mannschaft die Klasse. Am 13. Spieltag (19. November 2011) traf Madlung zum 4:1 gegen Hannover 96 per Freistoß aus ungefähr 23 Metern und erzielte damit das Tor des 13. Spieltages. Nach einem erneuten Trainerwechsel im Laufe der Saison 2012/13 hin zu Dieter Hecking kam Madlung nicht wie erhofft zum Zug. Einige Wochen vor Saisonende wurde Madlung vom Verein mitgeteilt, dass er keinen neuen Vertrag erhalten werde.
Im September 2013 absolvierte Madlung ein Probetraining beim griechischen UEFA-Champions-League-Teilnehmer PAOK Thessaloniki, der vom ehemaligen Bundesligatrainer Huub Stevens trainiert wurde. Als vereinsloser Spieler hätte er auch nach Ende der Transferperiode am 31. August 2013 noch den Verein wechseln dürfen, allerdings kam ein Wechsel laut Aussagen des griechischen Clubs wegen schlechter Werte beim Medizincheck nicht zustande. Madlung hingegen wehrte sich gegen diese Aussagen und behauptete selbst, dass ihm ein unterschriftsreifes Angebot des Vereins vorlag, das nicht den vorher vereinbarten Abmachungen gerecht wurde.

#### Eintracht Frankfurt
In der Winterpause 2013/14 wurde er von Eintracht Frankfurt verpflichtet. Er unterzeichnete einen leistungsbezogenen, bis zum 30. Juni 2015 gültigen Vertrag. Sein erstes Spiel für die Frankfurter absolvierte er am 18. Spieltag gegen seinen ehemaligen Klub Hertha BSC (1:0). Am 24. Spieltag erzielte er im Spiel gegen den Hamburger SV mit einem Seitfallzieher sein erstes Tor. Bis zum Ende der Saison erzielte er ein weiteres Tor und kassierte eine gelbe Karte. In der Saison 2014/15 traf er insgesamt viermal für die Eintracht bei fünf gelben Karten. Ein neues Vertragsangebot, das ihm von Eintracht Frankfurt unterbreitet wurde, lehnte Madlung ab und war seit dem 30. Juni 2015 vereinslos.

#### Fortuna Düsseldorf
Am 21. Oktober 2015 unterschrieb Madlung einen bis zum 30. Juni 2017 laufenden Vertrag bei Fortuna Düsseldorf. Nach 34 Ligaspielen verließ er die Fortuna nach Ende der Saison 2016/17 und beendete damit seine Karriere.

## Nationalmannschaft
Am 28. August 2006 wurde er von Bundestrainer Joachim Löw erstmals in das Aufgebot der Nationalmannschaft für die Spiele gegen Irland und San Marino berufen, kam jedoch nicht zum Einsatz. Er debütierte am 7. Oktober 2006 im Länderspiel gegen Georgien. Beim 2:0-Sieg wurde er in der 84. Minute für Manuel Friedrich eingewechselt. Am 28. März 2007 kam Madlung zu seinem zweiten und letzten Einsatz für die DFB-Auswahl. Bei der 0:1-Niederlage gegen Dänemark bildete Madlung zusammen mit Manuel Friedrich das Abwehrzentrum.

## Erfolge
Hertha BSC
- DFL-Ligapokal: 2002 (ohne Einsatz)

VfL Wolfsburg
- Deutscher Meister: 2009